# Guglione dell'Uliva
Guglione dell'Oliva (secondo lo storico Michelangelo Salvi identificato nella persona di Guglielmo di Olivieri) (XIV secolo) è stato un condottiero italiano fiorentino mandato dalla città di Firenze in aiuto alla Città di Pistoia al tempo della guerra con Lucca (1318-1322) e il suo signore Castruccio Castracani.

## Biografia
Con soli 100 suoi cavalieri, attraverso la tattica della guerriglia, attacca e fuggi, riuscì a causare  seri danni nelle terre Lucchesi allo scopo di distogliere truppe nell'attacco della città di Pistoia. Riuscì anche a battere l'esercito Castrucciano sul campo di battaglia e questo accadde alla badia di San Baronto, dove era accampato l'esercito di Lucca e i ribelli Pistoiesi suoi alleati. Il Guglione dell'Oliva con i suoi 100 cavalieri e altri  cavalieri Pistoiesi assalirono all'improvviso il nemico sopra i monti che guardano l'odierno Casalguidi, il Montalbano (monte) allora detto monti di sotto, i quali presi alla sprovvista furono duramente sconfitti e respinti indietro di quattro miglia. Nella battaglia molti Lucchesi vennero fatti prigionieri, e Guglione con questi se ne tornò trionfante a Pistoia. Era l'Anno Domini 1320.